# Samba de uma nota só
Samba de uma nota só (in italiano: Samba di una nota sola) è una canzone brasiliana di genere bossa nova composta nel 1960 da Antônio Carlos Jobim e Newton Mendonça.

## Storia e significato
Dopo l'incontro, avvenuto nel 1956, con il poeta e musicista Vinícius de Moraes, di cui aveva musicato il suo poema Orfeu da Conceição, la carriera di Jobim compositore ebbe una considerevole spinta in avanti. Nel 1959, accompagnato alla chitarra da João Gilberto, aveva inciso Outra vez e Chega de saudade.
Dal quel momento le sue canzoni furono incise da tutti i più importanti interpreti dell’epoca.
Oltre che con Vinicius, Jobim ebbe modo di lavorare anche con altri parolieri, fra questi Aloysio de Oliveira e Newton Mendonça.
Nell'agosto del 1962 a Copacabana con Vinicius, João Gilberto partecipò al memorabile spettacolo Encontro in quell'occasione furono presentate alcune nuove canzoni che furono determinanti nella storia della bossanova. Il battesimo ufficiale di questo nuovo genere avvenne nel 1962, durante un concerto di Jobim alla Carnegie Hall di New York, durante il quale vennero eseguiti brani che diventeranno storici quali appunto Samba de uma nota só e Garota de Ipanema.

## Discografia
- João Gilberto - O amor, o sorriso e a flor (LP Odeon, 1960)
- Stan Getz & Charlie Byrd - Jazz Samba (LP Verve Records, 1962)

## Nel cinema
Il brano, nella versione di Eumir Deodato & Barbara Mendes, fa parte della colonna sonora del film Bossa Nova di Bruno Barreto (2000).